# わんわんパラダイス
わんわんパラダイス（わんわんぱらだいす）は、1999年9月より三洋物産から発売されたデジパチのパチンコ。略称は「わんわん」、「わんパラ」。

## 概要
1999年2月に登場した『海物語』のマイナーチェンジ版として登場。横スクロール5ラインの液晶画面、ゲージや釘構成、演出フローは、『海物語』にほぼ準拠している。
機種名通り犬をモチーフとしており、大当たりラウンドではBGMとして、フジテレビ系列で放映されたアニメ・『フランダースの犬』のオープニングテーマとして有名な「よあけのみち」のアレンジバージョンが流れる。

## 機種一覧
| 名称                                                    | 発売          |
| ------------------------------------------------------- | ------------- |
| CRわんわんパラダイスSK                                  | 1999年10月    |
| CRわんわんパラダイスS5                                  | 1999年10月    |
| CRわんわんパラダイスSE                                  | 1999年10月    |
| わんわんパラダイスS7                                    | 1999年11月    |
| わんわんパラダイスSG                                    | 1999年12月    |
| CRプリティーわんわんM6                                  | 2002年6月     |
| CRプリティーわんわんL7                                  | 2002年6月     |
| CR大わんわんパラダイスM6                                | 2005年1月     |
| CR大わんわんパラダイスM2                                | 2005年1月     |
| CRスーパーわんわんパラダイスMTA                         | 2007年6月25日 |
| CRスーパーわんわんパラダイスMTE                         | 2007年6月25日 |
| CR大わんわんパラダイスMSB                               | 2012年6月4日  |
| CRA大わんわんパラダイスASB                              | 2013年1月21日 |
| CRわんわんパラダイス in 沖縄                            | 2013年9月17日 |
| CRAわんわんパラダイス in 沖縄 88バージョン              | 2014年8月18日 |
| CRAわんわんパラダイス in 沖縄 DS                        | 2014年8月18日 |
| CRスーパーわんわんパラダイス おかわりver.               | 2016年11月7日 |
| CRAスーパーわんわんパラダイス おかわりver. 99バージョン | 2017年6月5日  |
| ちょいパチスーパーわんわん39                            | 2017年6月5日  |
| CRAスーパーわんわんパラダイスDS                         | 2017年6月5日  |
| PAわんわんパラダイスV                                   | 2021年3月8日  |
| PAわんわんパラダイスV‐GO                                | 2021年4月5日  |

## 登場キャラクター

### 人物
ラブちゃん
- 年齢：18歳
- 身長：162cm
- 体重：?kg
- 血液型：B型
- 誕生日：11月1日
- スリーサイズ：B92W60H95
- 趣味：フリスビードッグ
- 好きな食べ物：チョコサンデー
- 好きな動物：犬
- 苦手な物：ねずみ

本機のヒロインで、海物語シリーズのヒロイン・マリンちゃんのいとこ。調教師としてはまだ半人前だが、犬好きなことにかけては人一倍。持ち前のガッツで早く一人前になろうと特訓中の頑張り屋。左胸に大きなホクロがある。胸はマリンちゃんより巨乳である。
ロッキー
- 年齢：20歳
- 身長：165cm
- 体重：?kg
- 血液型：0型
- 誕生日：8月2日
- スリーサイズ：B99W59H96
- 趣味：サムと筋肉で勝負すること、いろんな風にサムと合体すること。
- 好きな食べ物：不明
- 好きな動物：犬
- 苦手な物：不明

『CR大わんわんパラダイス』で初登場。海物語シリーズのサムとは『男の友情筋肉パワー』で誓い合った親友で、同じ筋肉をしている。ラブちゃんのことが気になるが、彼女はそのことを気付いていないようだ。
レンちゃん
- 年齢：19歳
- 身長：162cm
- 体重：?kg
- 血液型：AB型
- 誕生日：12月5日
- スリーサイズ：B92W61H96
- 好きな動物：犬
- 苦手な物：不明

『CRスーパーわんわんパラダイス』で初登場。ラブちゃんの憧れの先輩だが、時々はライバルである。ロッキーとは幼馴染である。
海物語シリーズのワリンとは胸で色々な勝負をするライバルで、時には『二つの女の巨乳』同士の絆の儀式を得て、両方共胸で握手し、親友となる。胸はラブちゃんと同じく巨乳である。
ウリン
- 年齢：15歳
- 身長：155cm
- 体重：10kg
- 血液型：AB型
- 誕生日：8月8日
- スリーサイズ：B79W52H80
- 趣味：みんなと楽しく遊ぶこと
- 好きな食べ物：不明
- 好きな動物：イルカ、犬
- 好きな人：マリンちゃん、ラブちゃん

海物語シリーズから登場。マリンちゃんの妹で、ラブちゃんのいとこ。『CRわんわんパラダイスIN沖縄』に出ている。
犬吉親分
- 年齢：43歳
- 身長：150cm
- 体重：85kg
- 血液型：A型
- 誕生日：3月14日
- 趣味：忍び歩き
- 好きな食べ物：おでん
- 好きな動物：（いない）
- 苦手な物：犬

天下一の大泥棒（？）。昔盗みに入った家の飼い犬に尻を噛まれて以来、犬が大の苦手となっている。何とかしたいと本人も思っているが、尻の古傷がうずくたび、脳裏に犬への恐怖が蘇る。

### 図柄となっている犬たち
1. ドーベルマン
2. ダックスフンド
3. プードル
4. オールドシープドッグ
5. 土佐犬
6. テリア
7. ブルドッグ
8. セント・バーナード
9. コリー

### ゲストキャラクター
エンゼルフィッシュ（『海物語』の「8」図柄）
猫群予告の先頭として登場し、猫たちに追われている。
ジュゴン（『海物語』の「7」図柄）とサメ（『海物語』の「4」図柄）
背景の雲として登場。
田村源三と桐島カンナ（『大工の源さん』）
背景の木のオブジェとして登場。
マリンとサム（『海物語シリーズ』）
ワリンは登場せず。

## 『海物語』との相違点
- 『海物語』では、プレミアムのリーチは強予告の魚群予告から発展するが、『わんわんパラダイス』では、弱予告のバウワウ予告から発展する。
- 『海物語』では、図柄の数字の色が図柄を問わず黄色だが、『わんわんパラダイス』では奇数図柄と偶数図柄とで色が異なる。奇数図柄は赤色、偶数図柄は青色。
- 中段の「9」図柄と「1」図柄の間にある「4」図柄のみ、数字が王冠で囲まれている。しかし、シングルライン揃いからの再変動演出が発生しないのは『海物語』と一緒。

## 演出
予告
- （予告ナシ）

リーチ成立後、何の予告も出現しなければ、ノーマルリーチへ発展する。
- バウワウ予告

リーチ成立後、画面じゅうに犬の鳴き声の吹き出しが出現する、信頼度の低い予告。まれにスーパーリーチへ発展することがある。『海物語』の泡予告とほぼ同じ役割。
- 猫群予告

リーチ成立後、猫の群れが画面右から左へ横切る、信頼度の高い予告。必ずスーパーリーチへ発展する。『海物語』の魚群予告とほぼ同じ役割。
リーチ
- ノーマルリーチ

シングルライン、ダブルライン共通のリーチ。いったんハズレ停止しても、再始動して図柄が揃って大当たりとなるノーマル二段階もある。普段は信頼度の低いリーチだが、電チューサポートがある時は、最も信頼度の高いリーチになる。
- 氷上リーチ

シングルライン限定のスーパーリーチ。画面が氷上に切り替わり、犬たちが滑りながら移動する。大当たり図柄かその±1コマでの停止が確定する。『海物語』の波紋リーチと同じ役割。
- 泥棒リーチ

シングルライン限定のスーパーリーチ。画面下から犬吉親分が登場する。大当たり図柄かその±1コマでの停止が確定する。『海物語』の珊瑚礁リーチと同じ役割。
- トレーニングリーチ

ダブルライン限定のスーパーリーチ。画面上からラブちゃんが降りてきて犬たちを誘導する。大当たり図柄かその±1コマでの停止が確定する。『海物語』のマリンちゃんリーチと同じ役割。BGMはマリンちゃんリーチのアレンジバージョン。
- ナースリーチ

泥棒リーチで、犬吉親分からナース姿で巨大な注射器を持ったラブちゃんに変わる、大当たり確定（奇数図柄大当たり確定ではない）のプレミアムリーチ。『海物語』のマッスルリーチと同じ役割。
- 巨乳リーチ

トレーニングリーチで、画面上から降りてきたラブちゃんが画面下にいったん姿を消した後、赤い水着姿で再登場する、大当たり確定（奇数図柄大当たり確定ではない）のプレミアムリーチ。『海物語』のポージングリーチと同じ役割。
その他
- 再変動演出

今日のシリーズで「昇格スクロール」と呼ばれる演出。シングルラインの偶数図柄揃いから発生する場合がある。発生すると、一つ先の奇数図柄揃いに変動する。ただし、中段が「9」と「1」の間にある、王冠の「4」の方の揃いからは、再変動演出は発生しない。
- 背景について

通常時は、ある程度の時間が経つと「昼→夜→朝」のローテーションで背景が変わる。しかし、これは大当たりに関わる演出とは一切関係ない。また電チューサポートがある時は、夕方で固定される。

## スペック
わんわんパラダイスS7
- 大当たり（特別電動役物（アタッカー）の開放）確率：1/228.5
- 賞球数：5（始動口） & 13（始動口以外）
- ラウンド（大当たり1回あたりの、特別電動役物の開放回数）：16ラウンド
- カウント（特別電動役物の開放1回あたりの、概ねの入賞個数）：10カウント
- 時短

奇数図柄大当たり終了後150回転
偶数図柄大当たり終了後50回転
わんわんパラダイスSG
- 大当たり確率：1/200.5
- 賞球数：5（始動口） & 13（始動口以外）
- ラウンド：16ラウンド
- カウント：9カウント
- 時短

奇数図柄大当たり終了後100回転
偶数図柄大当たり終了後30回転
CR わんわんパラダイスSE
- 大当たり確率

（低確率）：1/315.5
（高確率）：約1/70.1（低確率の4.5倍）
- 賞球数：5（始動口） & 15（始動口以外）
- ラウンド：15ラウンド
- カウント：9カウント
- 確変割合：1/2（50%）
- リミット：100回

CR わんわんパラダイスS5
- 大当たり確率

（低確率）：1/299.5
（高確率）：約1/85.6（低確率の3.5倍）
- 賞球数：5（始動口） & 15（始動口以外）
- ラウンド：15ラウンド
- カウント：10カウント
- 確変割合：1/2（50%）
- リミット：100回

CR わんわんパラダイスSK・SKA
- 大当たり確率

（低確率）：1/319.75
（高確率）：約1/85.27（低確率の3.75倍）
- 賞球数：5（始動口） & 15（始動口以外）
- ラウンド：16ラウンド
- カウント：9カウント
- 確変割合：1/2（50%）
- リミット：100回

## コンシューマ移植
- パチパラシリーズ（いずれもプレイステーション用）
  - 『三洋パチンコパラダイス3〜わんわん大行進〜』（2000年3月9日発売）に『CRわんわんパラダイスSE』、『CRわんわんパラダイスS5』、『CRわんわんパラダイスSK』が収録
  - 『新装開店!!わんわん海物語 〜三洋パチンコパラダイスDX〜』（2001年10月25日発売）に『CRわんわんパラダイスSKA』が収録

## 後継機
『わんわんパラダイス』には以下の後継機があり、シリーズ化されている。
- CRプリティーわんわん

2002年7月より発売されたデジパチ。CR機のデジパチに時短が復活する直前に登場した機種。
舞台が家の中に移るとともに、図柄の犬が小型犬に変更された。ラブちゃんがいとこのマリンちゃんと一緒に住んでいることがわかる。
猫群予告の出現タイミングが、リーチ発生直後とスーパーリーチ発展直前の2箇所あるのが特徴。
この機種以降、三洋は現金機を出さなくなった。図柄は以下の通り。
1. ボストン・テリア
2. ミニチュア・ダックスフント
3. ポメラニアン
4. パグ
5. キャバリア
6. ウェルシュ・コーギー
7. ヨークシャー・テリア
8. シーズー
9. パピヨン

- CR大わんわんパラダイス（CR大わんわん楽園）

2005年1月より発売されたデジパチタイプのパチンコ。
2004年の規則改正後、三洋初の機種。初代『わんわんパラダイス』の正当な後継機として登場した。『CR大海物語』より先に「大」の冠を付けており、『CR大海物語』の演出フローは、この機種にほぼ準拠していた。
初代『わんわんパラダイス』の演出をほぼ再現した「ロサンゼルスモード」と、ボタンを押して遊技する「サンフランシスコモード」の2つのモードが搭載されている。
スーパーリーチの「氷上リーチ」が「突風リーチ」に、「泥棒リーチ」が「犬吉リーチ」に、「トレーニングリーチ」が「ラブちゃんリーチ」にそれぞれ変更された。大当たりのBGMがオリジナルのものに変更された。
また、マスコットキャラの「チワワくん」と海物語シリーズのサムのようなポジションの「ロッキー」が初めて登場した。ロッキーがラブちゃんとどういう関係なのかは不明。図柄は初代『わんわんパラダイス』と同じ。
2012年には、同名のST機（ライトミドル版・甘デジ版）が登場している。
- CRスーパーわんわんパラダイス（CRスーパーわんわん楽園）

2007年6月より発売されたデジパチタイプのパチンコ。『CRスーパー海物語IN沖縄』の次に登場した。
左右非対称のゲージになり、盤面上には「7」図柄のブルドッグの役物が設置された。
ロサンゼルスモードに加え、『CRスーパー海物語』のマリンモードのような「ラブちゃんモード」と、ハワイモードのような「ラスベガスモード」の3つのモードが搭載されている。また、シリーズで初めて2ラウンド確変が採用された。
図柄は初代『わんわんパラダイス』と同じだが、「2」図柄のダックスフンドの毛色が茶色から黒色に変更された。
また、海物語シリーズのワリンのようなポジションの「レンちゃん」が初めて登場した。レンちゃんがラブちゃんのライバルであることが判明。胸はラブちゃんと同じ巨乳である。
2016年11月には、CRスーパーわんわんパラダイス おかわりVer.としてリメイクしたが、確変機ではなく100回転と200回転の時短機能をつけたライトミドルスペックとなっている。
また、犬以外の陸上動物をモチーフとした横スクロール5ラインの機種も登場した。
これらの機種と『わんわんパラダイス』シリーズの共通点は、基本的に奇数図柄の数字が赤色で、偶数図柄の数字が青色ということである。
- アニマルパラダイス

2001年10月より発売されたデジパチ。サバンナの動物が図柄となっている。ヒロインはアニーちゃん。
『ギンギラパニック』と同じく全て3Dで描写されているのが特徴であり、中段の「9」図柄と「1」図柄の間にある図柄は「0」図柄となっている。二段階のステップアップ予告、ノーマルリーチのハズレ停止からのアルマジロリーチ、図柄の強さによって昇格率が異なるダブルリーチの再抽選演出など、独特な演出が多くあった。図柄は以下の通り。
1. サイ
2. シマウマ
3. ヒョウ
4. 0.ダチョウ
5. ゴリラ
6. ゾウ
7. ライオン
8. ワニ
9. トラ

2016年にはST機能を付けた「CRアニマルパラダイスZCD」としてリメイクしている。
- CRにゃんにゃんパラダイス（CRにゃんにゃん楽園）

2004年8月より発売されたデジパチ。猫が図柄となっている。ヒロインはデイジー。
「『新海物語』のDNAを完全に受け継いだ」という触れ込みで登場。魚群予告の代わりに、画面下からドアップでおねだり猫が登場する「おねだり予告」が信頼度の高い予告として採用された。
通常時の高速変動中に保留が3以上点灯すると、強制的に停止動作に入る『ギンギラパラダイス』方式が採用された。
また、海物語シリーズのサムのようなポジションの「グッドマン」も登場した。グッドマンがデイジーとどういう関係なのかは不明。図柄は以下の通り。
1. メインクーン
2. クロ猫
3. アメリカンショートヘア
4. 三毛猫
5. アメリカンカール
6. トラ猫
7. ベンガル
8. ぶち猫
9. ペルシャ

- CRバードカーニバル

2006年11月より発売されたデジパチタイプのパチンコ。鳥が図柄となっている。ヒロインはリナ。
確変割合100%（2ラウンド含む）のSTを搭載。リーチは、クラッシュ演出によってステージが上がるほど信頼度が高くなる仕組みとなっている。
この機種のみ、中段の「9」図柄と「1」図柄の間にある「4」図柄（皇帝ペンギン）はラッキーキャラクターであり、図柄の数字が赤色となっている。
1. ニワトリ
2. カモメ
3. ペリカン
4. ペンギン（中段にのみ皇帝ペンギンも）
5. ダチョウ
6. スズメ
7. ワシ
8. オウム
9. ハクチョウ

- CRムツゴロウの動物王国

2007年1月より発売されたデジパチタイプのパチンコ。ヒロインは若菜ちゃん。
三洋初のタイアップ機として登場。ムツゴロウこと畑正憲がさまざまな演出で登場した。
大当たりラウンドでは「動物豆知識コーナー」として畑が図柄の動物について解説した。図柄は以下の通り。
1. パグ
2. イノシシ（ウリ坊）
3. シカ
4. ウマ
5. タヌキ
6. テナガザル
7. ツキノワグマ
8. キツネ
9. トラ猫

## ミスラブちゃん
- 矢吹春奈
『CRスーパーわんわんパラダイス』に登場する。
- 西田麻衣
『CR大わんわんパラダイス (2012年版)』に登場する。
- 森下千里
『CRわんわんパラダイス in 沖縄』に登場する。
- 星名美津紀
『CR スーパーわんわんパラダイス おかわりver.』に登場する。